# Kapesní průvodce inteligentní ženy po vlastním osudu
Kapesní průvodce inteligentní ženy po vlastním osudu je kniha českého exilového spisovatele Pavla Tigrida z roku 1988. Její první vydání vyšlo v Torontu ve vydavatelství Sixty-Eight Publishers, druhé pak po sametové revoluci v Praze, s dovětkem autora, roku 1990.

## Obsah knihy
Kniha je záznamem fiktivního rozhovoru vypravěče s mladou ženou Lucií, kteří náhodou tráví současně dovolenou na pobřeží Jaderského moře na severu Jugoslávie. Lucie otevřeně vyslovuje svoji nespokojenost se situací ve svém domově – v Československu zasaženém normalizací; váhá, zda se má z dovolené vrátit do šedivé reality všedního života do Prahy nebo zda má emigrovat. Vypravěč (s nímž se autor ztotožňuje) žije v exilu v Paříži a vzhledem k přístupu ke svobodným informacím bez cenzury a také díky svému vyššímu věku má větší přehled o historii. Místo jednoznačné odpovědi, která by pomohla vyřešit její dilema, proto Lucii nabídne, že jí bude každý večer vysvětlovat svůj pohled nejen na dějiny Československa, ale i komunismu v Sovětském svazu a v ostatních státech východního bloku.
Po třináct večerů pak Lucii vypráví o řadě klíčových událostí dějin. Na rozdíl od vypravěče, jenž se vyjadřuje většinou přesně a spisovně, používá Lucie hovorovou řeč; její slova jsou v textu knihy odlišena pomocí kurzívy. Dozvídá se tak autorovy názory na témata, o kterých jinak nemůže kvůli cenzuře dostat nezávislé informace: mimo jiné na události, které předcházely Mnichovské dohodě roku 1938, na Košický vládní program, politické procesy se Slánským a s Miladou Horákovou, na stalinské čistky v 50. letech, pražské jaro 1968 a další témata. Otázka, zda se Lucie nakonec rozhodla pro emigraci, zůstává v knize nezodpovězena.